# Dresdner Elbtalhänge
Die Dresdner Elbtalhänge sind ein Naturschutzgebiet (NSG) in Sachsen.

## Geografie

### Lage
Das Naturschutzgebiet liegt größtenteils im Dresdner Stadtgebiet (195,0 Hektar) nur eine kleine Teilfläche befindet sich im Landkreis Sächsische Schweiz-Osterzgebirge. Es umfasst den rechtselbischen Elbtalhang vom Tiefen Grund südöstlich der Ortslage Borsberg bis zum Pressgrund westlich des Siedlungsraumes Rockau. Die Dresdner Elbhänge bestehen aus, den Gründen, den Kerbtälern und den Hängen, welche nördlich der Siedlungsbänder von Oberpoyritz, Pillnitz, Hosterwitz und Niederpoyritz angrenzen und in das Schönfelder Hochland auslaufen.
Das 203,60 Hektar große Schutzgebiet mit der NSG-Nummer D 104 gehört zum Naturraum Westlausitzer Hügel- und Bergland. Es enthält das ehemalige Naturschutzgebiet Borsberghänge und Friedrichsgrund. Die Nordwest-Südost-Ausdehnung beträgt etwa 4,5 km mit einer durchschnittlichen Breite von 200 m bis 500 m.

### Klima
Die Dresdner Elbtalhänge sind steil nach Süden bis Südwesten exponiert und zeichnen sich daher durch ein trocken-warmes Klima aus. Die gliedernden Seitengründe sind dagegen durch ein eher kühl-feuchtes Klima geprägt.

## Flora und Fauna
Die südwestexponierten bewaldeten, rechtsseitigen Elbtalhänge weisen naturnahe Bestände von bodensauren Traubeneichen-Buchenwäldern, Eichen-Hainbuchenwäldern und Ahorn-Schatthangwäldern sowie Kiefernreliktstandorte auf. Daneben kommen Felsen und artenreichen Magerwiesen vor. Die Dresdner Elbhänge befinden sich in einem überregional bedeutsamen Übergangsbereich zwischen Dresdner Elbtalweitung und Schönfelder Hochland. Die vielfältige Naturausstattung des Wald- und Offenlandgebietes beherbergt zahlreiche seltene und gefährdete Tier- und Pflanzenarten sowie Biotopen.
Das Naturschutzgebiet ist Bestandteil des kohärenten europäischen Netzes besonderer Schutzgebiete Natura 2000. Die Dresdner Elbhänge befinden sich im Fauna-Flora-Habitat-Gebiet (FFH-Gebiet) Elbtalhänge zwischen Loschwitz und Bonnewitz.

### Flora

#### Vegetationskundliche Beschreibung
Die Hangbereiche des Naturschutzgebietes zeichnen sich durch colline Traubeneichen-Hainbuchen-Buchenwälder (Luzulo-Fagetum) aus, die zum Teil durch sehr mächtige und höhlenreiche Rotbuchen (Fagus sylvatica) geprägt sind.
An den Oberhängen treten oft trockene Birken-Traubeneichenwälder und thermophile Pechnelken-Traubeneichenwälder (Luzulo-Quercetum petraeae) auf. Hier kommen folgende Pflanzenarten in der Unterschicht vor:
- Schwalbenwurz (Vincetoxicum hirundinaria),
- Nickendes Leimkraut (Silene nutans),
- Karthäuser-Nelke (Dianthus carthusianorum) und
- Traubige Graslilie (Anthericum liliago).

In der Vergangenheit wurden zumindest teilweise die Waldbestände als Niederwald mit kurzen Umtriebszeiten bewirtschaftet. Der krüppelhafte Wuchs der Trauben-Eiche (Quercus petraea) deutet darauf hin. Häufig ist an diesen geschwächten Bäumen der Eichen-Leberreischling (Fistulina hepatica) – ein markanter roter Baumpilz – zu beobachten.
Felsstandorte, wie die offenen Felsköpfe – bestehend aus Zweiglimmergranodiorit – bieten seltenen, lichtliebenden Arten geeignete Standortbedingungen. Hier treten u. a. folgende Pflanzenarten auf:
- Nördlicher Streifenfarn (Asplenium septentrionale),
- Aufrechter Ziest (Stachys recta),
- Berg-Lauch (Allium senescens),
- Erd-Segge (Carex humilis) und
- Waldkiefer (Pinus sylvestris).[4]

#### Lebensraumtypen des FFH-Gebietes
Folgende Lebensraumtypen stellen Erhaltungsziele des FFH-Gebietes im Bereich der Dresdner Elbtalhänge dar und unterliegen somit einem erhöhten Schutzstatus:
- Hainsimsen-Buchenwälder,
- Labkraut-Eichen-Hainbuchenwälder,
- Schlucht- und Hangmischwälder sowie
- Erlen- und Eschenwälder und Weichholzwälder an Fließgewässern.[2]

### Fauna
In den Dresdner Elbhängen kommen daneben die beiden Fledermausarten Großes Mausohr (Myotis myotis) und Kleine Hufeisennase (Rhinolophus hipposideros) sowie der seltene, totholzbewohnde Käfer Eremit (Osmoderma eremita) vor. Die genannten drei Tierarten sind im Anhang II der FFH-Richtlinie enthalten und stellen Erhaltungsziele des FFH-Gebietes dar. 

#### Avifauna
Die Dresdner Elbhänge bieten zahlreichen Brutvögeln geeignete Lebensräume. Ein Bestand von 55 Brutvogelarten wurde im Naturschutzgebiet erfasst. Folgende Arten kommen darunter in unterschiedlicher Häufigkeit und Stetigkeit vor:
- Wespenbussard (Pernis apivorus),
- Rotmilan (Milvus milvus),
- Schwarzspecht (Dryocopus martius),
- Grauspecht (Picus canus),
- Wendehals (Jynx torquilla) und
- Zwergschnäpper (Ficedula parva).[4]

#### Herpetofauna
Herpetologisch bedeutsam sind Vorkommen von folgenden Reptilien- und Amphibienarten:
- Feuersalamander (Salamandra salamandra),
- Springfrosch (Rana dalmatina) und
- Schlingnatter (Coronella austriaca).[4]

#### Insekten
Das Auftreten folgender Käferarten ist entomologisch besonders relevant:
- Laufkäfers (Harpalus tenebrosus),
- Grünem Edelscharrkäfer (Gnorimus nobilis),
- Eremit (Osmoderma eremita),
- Haarschildiger Halsbock (Leptura scutellata),
- Eichen-Blütenbock (Grammoptera ustulata),
- Kleiner Spießbock (Cerambyx scopolii) und
- Zierlicher Widderbock (Xylotrechus antilope).[4]

Die vielfältig strukturierten Lebensräume der Elbtalhänge, insbesondere Wälder und Gebüsche bieten 35 Tagfalterarten geeignete Habitatbedingungen:
- Blauer Eichen-Zipfelfalter (Neozephyrus quercus),
- Brauner Eichen-Zipfelfalter (Neozephyrus ilicis),
- Segelfalter (Iphiclides podalirius),
- Großer Fuchs (Nymphalis polychloros),
- Pflaumen-Zipfelfalter (Satyrium pruni) und
- Dunkle Wiesenknopf-Ameisenbläuling (Maculinea nausithous).[4]

## Pflegekonzept
Für die Pflege und Entwicklung des Naturschutzgebietes wurden folgende Grundsätze erarbeitet und sind in der Schutzgebietsverordnung verankert:
- Die Waldbestände sollen einzelstammweise oder gruppenweise genutzt werden (Femelhiebe / Femelwald), damit naturnahe, stabile, altersdifferenzierte und mehrstufige Dauerwaldstrukturen etabliert werden.[2]
- Die Buchenalthölzer und Eichenbestände sind dauerwaldartige zu bewirtschaften  und der Totholzanteil ist zu erhöhen. Die Laubmischwaldbestände sollen mit Baumhöhlen angereichert werden.[2]
- Um besonders wertvolle Steilhänge und Talschluchten zu schützen, wird die Einrichtung eines circa 80 Hektar großen Totalreservats empfohlen.[4]
- Naturnahe Kleinteiche sollen als Laich- und Vermehrungsgewässer geschützter Tierarten erhalten und entwickelt werden.[2]

## Sehenswürdigkeiten

### Keppmühle
Die historische Keppmühle befindet sich im wildromantischen Keppgrund und ist heute noch erhalten. Die Mühle soll Carl Maria von Weber zur berühmten Wolfsschluchtszene im Freischütz inspiriert haben.

### Aussichtspunkte und Sichtbeziehungen
Im Naturschutzgebiet befinden sich zahlreiche Aussichtspunkte mit attraktiven Ausblicken und Sichtbeziehungen auf die Kulisse von Dresden und auf das historische Ensemble des Schlosses Pillnitz mit Schlossgarten und barocken Lustgarten.

### Wandergebiet
Das Naturschutzgebiet dient als Wander- und Erholungsgebiet für den Siedlungsraum Oberes Elbtal.

## Weinbau
Aufgrund der Südausrichtung der Hanglagen konnte auf den klimatisch begünstigen Standorten auch in den heutigen Waldbereichen bis zum Reblausbefall um 1900 Weinbau betrieben werden. Heute weisen noch Trockenmauerreste an einigen Hängen auf diese historische Nutzungsform hin.